# Peter Kracke
Peter Kracke (* 1. Juni 1943 in Velbert; † 15. November 1993) war ein deutscher Fußballspieler. In der Saison 1969/70 absolvierte er zwei Spiele in der Fußball-Bundesliga und feierte mit Borussia Mönchengladbach die deutsche Meisterschaft.

## Karriere
Der Angreifer Kracke begann seine Karriere beim Langenberger SV und wechselte 1969 von der SSVg Velbert 02 zum Bundesligisten Borussia Mönchengladbach. Die Borussen, die von Trainer Hennes Weisweiler betreut wurden, sicherten sich in der Saison den Gewinn der deutschen Meisterschaft. Der Neuzugang aus dem Amateurlager debütierte am ersten Rundenspieltag, den 16. August 1969, bei einer 0:2-Auswärtsniederlage beim FC Schalke 04 in der Bundesliga. Kracke spielte neben Größen wie Wolfgang Kleff, Berti Vogts, Günter Netzer und Horst Köppel. Kracke konnte sich nicht zum Stammspieler entwickeln – sein zweiter und letzter Bundesligaeinsatz fand am 18. April 1970 bei einer 0:1-Niederlage bei Hannover 96 statt – und wechselte nach einer Saison mit Mannschaftskamerad Werner Kaiser zum 1. FC Saarbrücken, wo er ein Jahr in der zweitklassigen Fußball-Regionalliga Südwest spielte. Saarbrücken belegte den vierten Rang und Kracke hatte in 28 Ligaspielen zwei Tore erzielt. Von dort ging es für ihn nach Frankreich zum FC Angoulême und zur DJK Gütersloh, bevor er 1973 zum Langenberger SV zurückkehrte und seine Karriere ausklingen ließ.